# Verrucisporota proteacearum
Verrucisporota proteacearum är en svampart som först beskrevs av D.E. Shaw & Alcorn, och fick sitt nu gällande namn av D.E. Shaw & Alcorn 1993. Verrucisporota proteacearum ingår i släktet Verrucisporota och familjen Mycosphaerellaceae.   Inga underarter finns listade i Catalogue of Life.